# Francisco de Paula da Rocha Lagoa
Francisco de Paula da Rocha Lagoa (Ouro Preto, 16 de outubro de 1919 - Petrópolis, 10 de junho de 2013) foi um médico e político brasileiro.[carece de fontes?]
Foi ministro da Saúde no governo Emílio Garrastazu Médici, de 30 de outubro de 1969 a 18 de junho de 1972.